# Sandalodes
Sandalodes Keyserling, 1883 è un genere di ragni appartenente alla famiglia Salticidae.

## Distribuzione
Le nove specie oggi note di questo genere sono state rinvenute in Australia, Nuova Guinea e nel Celebes.
La specie S. scopifer è molto comune nelle foreste ad eucalipti della Darling Downs, regione del Queensland australiano.

## Tassonomia
Considerato un sinonimo anteriore di Karschiolina, Brignoli, 1985 (nome sostituito al posto di Karschiola Strand, 1932, già utilizzato precedentemente) a seguito di un lavoro dell'aracnologo Zabka del 1991.
A dicembre 2010, si compone di nove specie:
- Sandalodes albovittatus (Keyserling, 1883) — Queensland
- Sandalodes bernsteini (Thorell, 1881) — Nuova Guinea
- Sandalodes bipenicillatus (Keyserling, 1882)[2] — Queensland, Nuovo Galles del Sud
- Sandalodes celebensis Merian, 1911 — Celebes
- Sandalodes joannae Zabka, 2000 — Australia occidentale
- Sandalodes minahassae Merian, 1911 — Celebes
- Sandalodes pumicatus (Thorell, 1881) — Nuova Guinea
- Sandalodes scopifer (Karsch, 1878) — Nuova Guinea, Australia
- Sandalodes superbus (Karsch, 1878) — Nuova Guinea, Australia

### Specie trasferite
A seguito di uno studio di Zabka del 2000, ben 16 specie precedentemente qui ascritte, sono state trasferite ad altri generi:
- Sandalodes albociliatus Simon, 1900; trasferita al genere Havaika.
- Sandalodes calvus Simon, 1902; trasferita al genere Frigga.
- Sandalodes canosus Simon, 1900; trasferita al genere Havaika.
- Sandalodes cruciatus Simon, 1900; trasferita al genere Havaika.
- Sandalodes flavipes Berland, 1933; trasferita al genere Havaika.
- Sandalodes magnus Berland, 1933; trasferita al genere Plexippus.
- Sandalodes navatus Simon, 1900; trasferita al genere Havaika.
- Sandalodes nigrescens Berland, 1933; trasferita al genere Plexippus.
- Sandalodes nigrolineatus Berland, 1933; trasferita al genere Havaika.
- Sandalodes pubens Simon, 1900; trasferita al genere Havaika.
- Sandalodes rufescens Berland, 1934; trasferita al genere Habronattus.
- Sandalodes semicupreus (Simon, 1885); trasferita al genere Hyllus.
- Sandalodes seniculus Simon, 1900; trasferita al genere Havaika.
- Sandalodes triangulifer Berland, 1933; trasferita al genere Havaika.
- Sandalodes validus Simon, 1900; trasferita al genere Havaika.
- Sandalodes verecundus Simon, 1900; trasferita al genere Havaika.